# 高雄市楠梓區後勁國民小學
高雄市楠梓區後勁國民小學是一所位於台灣高雄市楠梓區後勁的國民小學。

## 歷史
在未設此校前，學區的學生均需遠途跋涉到楠梓國小就讀。雖分別於1921年和1934年有設立過楠梓國校後勁分校，但因學生人數不足而廢校。1950年9月因發生學生車禍喪亡，楠梓國校校長高知法和地方紳士組成設校籌備會，10月時先將1、2年級學生改在⾦⽥⾥原⺠眾集會場上課，於1951年9月因人數略增，改稱為楠梓國民學校後勁分校。
- 1952年2月：奉准獨立設校，命名為高雄市和平國民學校。
- 1968年8月1日：改為高雄市楠梓區和平國民小學。
- 2006年8月1日：改為高雄市楠梓區後勁國民小學。